# Musique pour caméléons
Vous pouvez aider à l'améliorer ou bien discuter des problèmes sur sa page de discussion.
- Il ne cite pas suffisamment ses sources. Vous pouvez indiquer les passages à sourcer avec {{référence nécessaire}} ou {{Référence souhaitée}}, et inclure les références utiles en les liant aux notes de bas de page. (Marqué depuis avril 2024)
- Certaines informations devraient être mieux reliées aux sources mentionnées dans la bibliographie ou les liens externes. Améliorez sa vérifiabilité en les associant par des références. (Marqué depuis avril 2024)

- Archive Wikiwix
- Bing
- Cairn
- DuckDuckGo
- E. Universalis
- Gallica
- Google
- G. Books
- G. News
- G. Scholar
- Persée
- Qwant
- (zh) Baidu
- (ru) Yandex
- (wd) trouver des œuvres sur Wikidata

Musique pour caméléons (titre original : Music for Chameleons) est un recueil de nouvelles et récits de l'écrivain américain Truman Capote, publié en 1980.
Ce recueil comprend un court roman non roman, selon la formule de l'auteur (Cercueils sur mesure) qui est l'aboutissement de la technique littéraire longuement mûrie qui avait déjà fait ses preuves dans le célèbre De  sang-froid.   
Cet ouvrage est dédié à Tennessee Williams.

## Contenu
Préface de l'auteur

I- Musique pour caméléons (Music for Chameleons), première partie constituée de six nouvelles:
1. Musique pour caméléons (Music for Chameleons)
2. M.Jones (Mr. Jones)
3. Une lampe à la fenêtre (A Lamp in a Window)
4. Mojave (Mojave)
5. Hospitalité (Hospitality)
6. Éblouissement (Dazzle)

II- Cercueils sur mesure (Handcarved Coffins)
Cercueils sur mesure. Récit véridique non romancé d'un crime américain (A Nonfiction Account of an American Crime)
Truman Capote lui-même enquête sur une série de meurtres dans laquelle chaque victime a reçu un petit cercueil dans sa boite aux lettres avant de mourir. 
Ce court roman est sorti en septembre 2011 en France dans la collection Folio 2 €.
III- Portraits - Conversations (Conversational Portraits)
1. Une journée de travail (A Day's Work)
2. Bonjour, l'inconnu (Hello, Stranger)
3. Jardins cachés (Hidden Gardens)
4. Au culot (Derring-do)
5. Et tout est parti de là (Then It All Came Down)
6. Une enfant radieuse (A Beautiful Child)
7. Virages nocturnes ou Le sexe des frères siamois (Nocturnal Turnings)

## Extrait de la préface
« D'un point de vue technique, la plus grande difficulté que j'avais rencontrée en écrivant De sang-froid avait été de ne jamais intervenir dans le récit. D'habitude, le reporter doit se réserver un rôle dans son enquête, celui du témoin oculaire, pour en garantir la crédibilité. Mais je jugeais essentiel, eu égard au ton apparemment détaché de l'ouvrage, que l'auteur en demeurât absent. En vérité, dans tout mon reportage, je m'étais efforcé de rester aussi invisible que possible. Maintenant, toutefois, je me suis campé au centre de la scène et j'ai reconstitué, sous une forme stricte et sobre, des conversations banales avec des gens de tous les jours: le gardien de mon immeuble, un masseur du gymnase, un vieux camarade de classe, mon dentiste. Après avoir écrit des centaines de pages de ces propos élémentaires, j'ai fini par élaborer un style. J'avais découvert une structure dans laquelle je pouvais assimiler tout ce que je savais de l'écriture.
Plus tard, utilisant une version modifiée de cette technique, j'ai écrit un court roman non roman (Cercueils sur mesure) et un certain nombre de nouvelles. Le résultat est le présent volume: Musique pour caméléons.  »